# Луї Наполеон Лан
Луї Наполеон Огюст Лан, 2-ий герцог Монтебелло (фр. Louis Napoléon Auguste Lannes; 30 липня 1801, Париж, Франція — 18 липня 1874, Шато де Марей-Сюр-І (Марна), Франція) — французький дипломат і політичний діяч.

## Життєпис
Старший син Жана Лана, 1-го герцога Монтебелло, Маршала Імперії, який помер 22 травня 1809 року від ран отриманих в битві під Есслінгом, і його другої дружини, Антуанети Схоластики де Ґеєнек (1782—1856). 27 січня 1827 року отримав звання пера Франції від Карла X за заслуги свого батька, проте зайняв своє місце у Люксембурзькому палаці (місце для засідань Палати перів) лише після Липневої революції 1830 року. За цей час він відвідав США, після чого разом з віконтом де Шатобріаном працював у посольстві Франції в Римі.
Спочатку Лан, як здавалося за його голосами у Палаті перів, був пов'язаний з Легітимістською фракцією (яка підтримувала претензії старшої лінії династії Бурбонів на французький престол), але незабаром він приєднався до Липневої монархії і зазвичай голосував разом з Доктринерами. Він брав участь у численних дискусіях про свободу преси, спадковий дворянський титул (1831), тюремне ув'язнення за борги, бюджет і прогрес в армії (1832).
У 1833 році Лан був відісланий у відрядження в Данію, в суд Копенгагена. У Палаті перів, він підтримав закон, що скасовує день жалоби (21 січня) на честь Людовика XVI. Луї також підтримав вересневі закони 1835 року.
У 1836 році герцог був призначений послом Франції в Швейцарській Конфедерації замість маркіза де Рюміньї, який вважався занадто сприятливим до швейцарських лібералів. Призначення Луї, який мав до них протилежне ставлення, мало задовольнити Австрію, з якою Франція намагалася зблизитися, щоб зламати свою ізоляцію в Європі, і забезпечити шлюбні перспективи для принца Фердинанда Філіпа, герцога Орлеанського, спадкоємця французького престолу.
У 1838 році він був призначений представником Франції в Неаполі, при дворі короля двох Сицилій, Фердинанда II.
1 квітня 1839 року Герцог Монтебелло був відкликаний з Неаполя, для заміни Луї-Матью Моле на посаді міністра закордонних справ у тимчасовому міністерстві, яке було розпущене після 12 травня. Він передав цю посаду маршалу Сульту, герцогу Далматському, і повернувся в Палату перів, де виступав на тему літературної власності, Легіону честі, грецького кредиту та дитячої праці на фабриках.

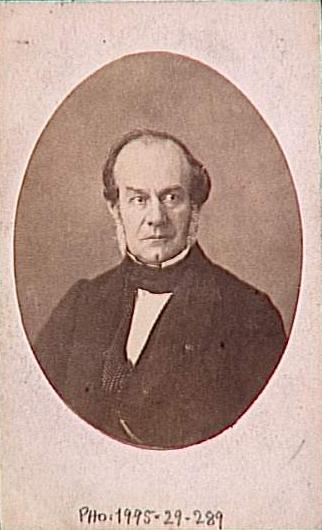
Фотопортрет Герцога Монтебелло (Duc de Montebello), посла і сенатора. Ґустав Ле Ґрей

В 1840 році Луї Наполеон повернувся в Неаполь як посол, де він вів переговори про шлюб герцога Омаль з Марі-Каролін де Бурбон, Принцесою Салерно (1844).
9 травня 1847, герцог Монтебелло замінив барона де Меку як міністр військово-морських сил і колоній в міністерстві Гізо. За свій час на посаді Лан презентував доповідь королеві, в якій він висловився проти звільнення рабів, і кілька законопроєктів, що стосуються суду присяжних в колоніях, в орган, який здійснює контроль і звітність військово-морського флоту та взяв участь в обговоренні щодо бюджету, розчищення земель, навчання і практики медицини та фармацевтики тощо.
Після революції 1848 року герцог Монтебелло покинув уряд. Однак, незабаром, 13 травня 1849 року, Лан був обраний до Законодавчих зборів Другої Республіки як частина коаліції з «старих партій». Герцог представляв департамент Марна, де він володів великими виноградниками. Лан був частиною комісії, яка закликала до розширення та обмежився тим, що постійно голосував разом з більшістю: за римську експедицію, за закон Фаллу-Пар'ю про безоплатну освіту, і за обмеження загального виборчого права.
Луї Наполеон не відразу підтримав державний переворот 2 грудня 1851. Але він передумав і 15 лютого 1858 року Лан був призначений послом в Росії замість графа Рейневала. На цій посаді, де герцог залишався до 1864, він повинен був узгодити договір 6 квітня 1861 року про взаємні гарантії творів мистецтва та духу.
За указом імператора Наполеона III, 5 жовтня 1864 р. Лан був призначений сенатором. 6 січня 1866 року він пішов з посади посла. Герцог довгий час представляв кантон Ай у Загальній Раді департаменту Марна, в якій він був одним з віцепрезидентів.

## Особисте життя

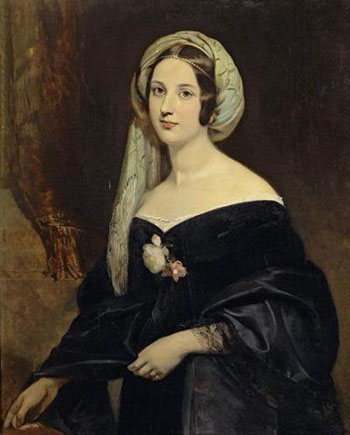
Елеонор Дженкінсон (1810—1863), Клод Марі Дюбуф.

У 1830 році одружився з Елеонорою Дженкінсон, дочкою Сера Чарльза Дженкінсона. В подружжя було двоє дочок та шість синів, включаючи Гюстава Лана де Монтебелло.

## Нагороди
- Франція: Великий Хрест Почесного легіону (30 жовтня 1844)
- Російська Імперія: Орден Андрія Первозваного (наданий російським імператором в 1864)